# 芳野金陵
芳野 金陵（よしの きんりょう、享和2年12月20日（1803年1月13日） - 明治11年（1878年）8月5日）は、江戸時代後期の儒者。名は成育。字は叔果。通称愿次郎、立蔵。号は金陵、匏宇。

## 生涯
下総国葛飾郡松ケ崎村（現：千葉県柏市）の儒医の次男として、小文間村（現：茨城県取手市）にある母の実家で生まれる。14歳で上京して父に句読を学び、一度は郷里に帰るも、22歳の時に亀田綾瀬に師事する。文政9年（1826年）から浅草福井町（現：東京都台東区浅草橋1・2丁目）に私塾逢原堂を開く。その門人帳「執贄録」「登門録」に記載された幕末の入門者は、1400人に上った。一方、天保年間に3度の火災に遭い、生活は困窮した。
弘化4年（1847年）8月に駿河田中藩主・本多正寛の招聘に応じ、儒員となる。ペリー来航に際し、老中・久世広周に国防策を建議し、以後は諮問を受ける。また藩財政の改革と文教の刷新に努める。文久2年（1862年）桜田門外の変によって実権を握った松平春嶽と親しかったことから、同年12月に幕府に召され御儒者となる。昌平黌の学制改革を建議したが、これは実現に至らなかった。
明治元年（1868年）12月、新政府の要請で昌平学校（のち大学）二等教授となり、翌年7月に大学少博士、10月には中博士となったが、明治3年（1870年）の同校廃止により免官。その後、新暦1873年（明治6年）に大塚（小石川窪町）の旧守山藩邸（水戸支藩）33,000坪余を1,600両で購入、翌年8月には大塚に転居し、人夫を雇って開墾に従事、私塾を開きながら余生を送った。77歳没。1924年（大正13年）、従五位を追贈された。
墓は千葉県柏市松ケ崎の覚王寺と東京都台東区谷中の天王寺の墓地にある。
当時の儒者の中では、安井息軒・藤田東湖と親しく、門弟に小澤酔園・近藤南洲・信夫恕軒がいる。

## 家族
- 長女・菅子（1837-1915）：福井藩奥向きに仕え、松平慶永付「年寄」となった。
- 三男・桜陰（1844-72）：出奔して天狗党の乱に参加。
- 四男・世経（1849-1927）：私立逢原学校を開校する傍ら、東京府会議員、衆議院議員、東京市会議員などを歴任[6]。

## 著作
- 『金陵詩抄』
- 金陵文抄 : 譚故書余. 乾之巻（国立国会図書館デジタルコレクション）
- 金陵遺稿. １，２（国立国会図書館デジタルコレクション）
- 金陵遺稿. ３，４（国立国会図書館デジタルコレクション）